# Armadillidium lymberakisi
Armadillidium lymberakisi is een pissebed uit de familie Armadillidiidae. De wetenschappelijke naam van de soort is voor het eerst geldig gepubliceerd in 2004 door Schmalfuss, Paragamian & Sfenthourakis.